# Mangunrejo (Pulokulon)
Mangunrejo is een bestuurslaag in het regentschap Grobogan van de provincie Midden-Java, Indonesië. Mangunrejo telt 5944 inwoners (volkstelling 2010).